# Garri

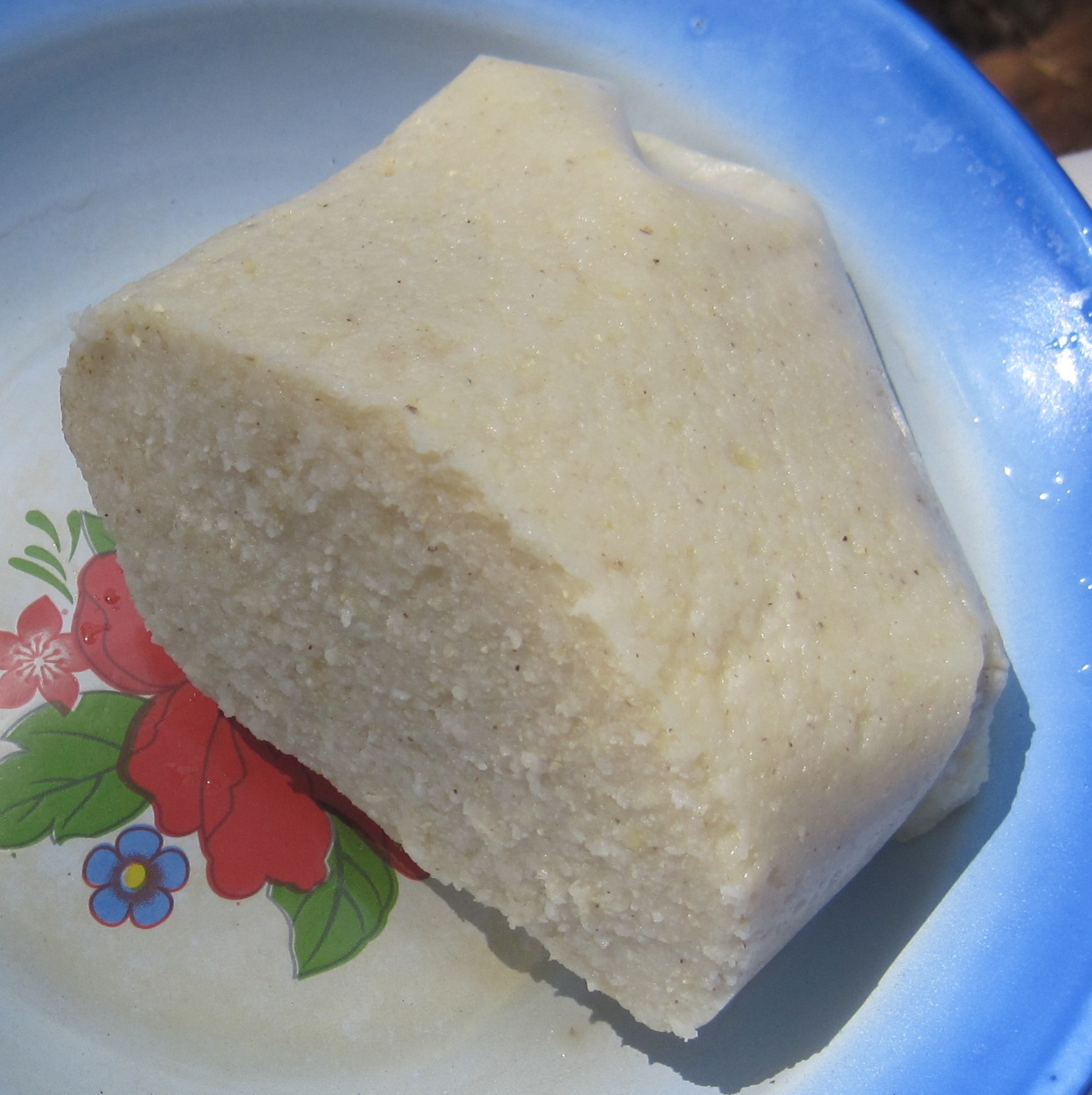
El èbà es garri cocido y hecho masa.

En la gastronomía de África occidental, garri hace referencia a cualquier producto alimenticio hecho polvo, tipo la harina, bien sea garin dawa (harina de sorgo guineano), garin masara (harina de maíz), garin sukkhari (azúcar en polvo), etc., aunque el más común y popular es el de yuca (también llamada mandioca o tapioca). También se puede usar para otras sustancias molidas que no son alimento, como en garin magani (medicina en polvo).
Estos garris de harina mezclados con agua solían ser una parte importante de la dieta en las tierras hausa y en casi toda Nigeria, Ghana, Camerún y Liberia.
La edad de esta antigua palabra en el idioma hausa se puede intuir por sus numerosas apariciones en refranes:
- Yaro da garri abokin tafiyar manya – «un niño que tiene garri puede viajar con los ancianos».
- Wanda Allah ya zuba ma garin nono ba zai sha da tsamiya Ba  – «Quien Dios alimenta su garri con leche, no tendrá que beberlo solo con tamarindo». (La leche con garri era un lujo, mientras que la fruta de tamarindo disponible en el bosque puede mejorar el sabor).
- Wanka da garri ba ya maganin yunwa – «Bañarse con garri no va a curar el hambre».

## Proceso

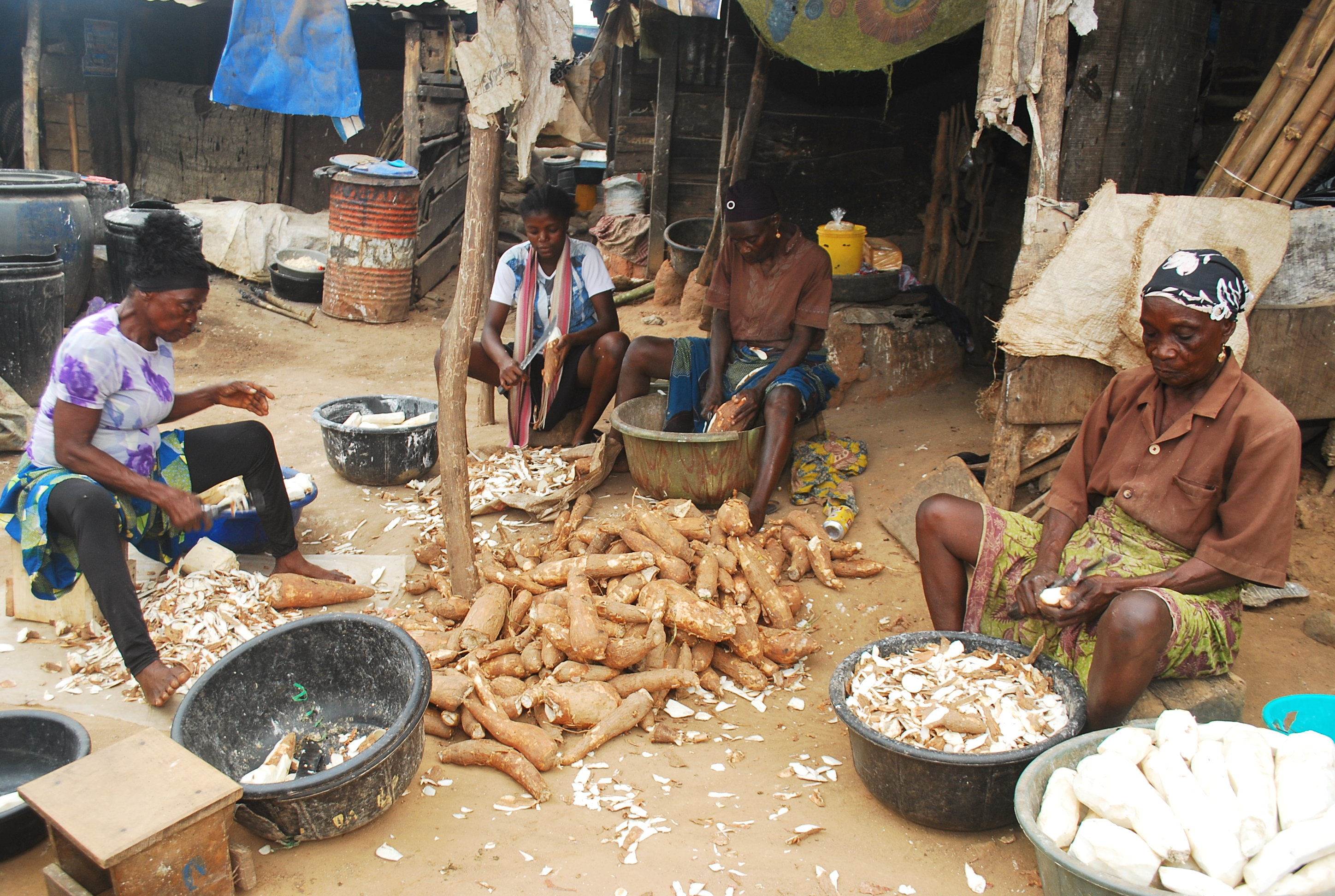
Pelado y lavado de las yucas para convertirlas en garri (Nigeria).

Para hacer garri de yuca, los tubérculos se pelan, lavan y rallan o trituran para generar un puré. El puré se puede mezclar con aceite de palma antes de colocarlo en una bolsa porosa. Luego se coloca en una máquina de prensa ajustable durante 1-3 horas para eliminar el exceso de agua con fécula. Cuando la yuca se haya secado lo suficiente, estará lista para el siguiente paso. Luego se tamiza y se fríe en una olla grande de barro con o sin aceite de palma. El garri granular seco resultante puede almacenarse durante largos períodos. Puede ser machacado o molido para hacer una harina fina.
Èbà es una masa rígida hecha al remojar el garri en agua caliente y amasarlo con un bastón de madera hasta que se convierta en un alimento suave y pastoso, que se sirve como guarnición que acompaña varias sopas y salsas. Algunos de estos incluyen la sopa de okra, de egusi, de vernonia amarga, de verduras, la sopa afang, la banga...etc.
Kokoro es un snack común en Nigeria, especialmente en el sur y sureste de Nigeria, especialmente en los estados de Abia, Rivers, Anambra, Enugu y Imo. Está hecho de una pasta de harina de maíz, mezclado con garri y azúcar y frito.
El garri se produce en varias consistencias, que pueden clasificarse aproximadamente en áspero, medio y suave. Cada tipo se usa para un alimento en particular.
Como snack, cereal o comida ligera, el garri se puede remojar en agua fría (en cuyo caso se deposita en el fondo), mezclarlo con azúcar o miel y, a veces, asarlo. A veces se agregan cacahuates y/o leche evaporada. La proporción de agua necesaria para el garri es de 3:1. El garri también se puede comer seco sin agua, pero con azúcar y cacahuete tostado.
En su forma seca, el garri se usa como acompañamiento de frijoles cocidos suaves y aceite de palma. Esta mezcla de alimentos se llama yoo ke garri o foto gari en el idioma ga, en Ghana. Foto gari es la combinación de garri humedecido y estofado, mientras que yoo ke garri es garri con alubias, una combinación que generalmente se come como almuerzo. También se come con pastel de frijoles en Nigeria.
Para una comida completa, el garri generalmente se cocina agregándolo al agua caliente y luego amasándolo. Esto se come con diferentes tipos de guisos de verduras de hoja gruesa, guisos de semillas de melón, guisos de cacahuete o alubias.
El garri suave (conocido como lebu en idioma yoruba) se puede mezclar con pimienta y otros ingredientes picantes. Se agrega una pequeña cantidad de agua tibia y aceite de palma y se mezcla con la mano para ablandar. Este tipo de garri se sirve con pescado frito. También se sirve con frejón el Viernes Santo.

## Variantes
En África occidental, hay dos tipos de garri, el blanco y el amarillo. El garri amarillo se prepara friéndolo en aceite de palma para darle ese color; el garri blanco no se fríe.
No obstante, existen más variantes que el garri amarillo o blanco. Una de estas variantes del garri blanco se conoce popularmente como garri-Ijebu. Esto es producido principalmente por los yorubas de origen ijebu.
En Ghana, el garri se juzga por su sabor y tamaño de grano. Los tipos más dulces con granos más finos son más valorados que las variedades de grano más grande. Los vendedores de alimentos comerciales, por otro lado, prefieren granos más gruesos con alto contenido de fécula, ya que esto produce más cantidad cuando se sumerge en agua.
Los compradores a menudo buscan granos más crujientes cuando intentan determinar la frescura.

## Consumo
Garri se puede comer sin necesidad de cocción, como snack, colocándolo en un tazón y agregando agua fría, azúcar, cacahuete y leche. Esto generalmente se llama garri soakings («remojos de garri»). Por ejemplo, el ijebu-garri está hecho con granos más finos y tiene un ligero sabor ácido, lo que lo hace muy adecuado para comer de esta manera. En la mayor parte de África occidental, se agrega azúcar o miel, así como trozos de coco, cacahuetes, leche de chufa y anacardos.
En la mayoría de las recetas de garri se cocina agregando agua hirviendo y revolviendo para hacer una pasta rígida o papilla. Eba normalmente se come con diferentes tipos de sopas o estofados. La mayoría de las partes de África tienen un plato de yuca básico equivalente.
En Liberia, el garri se usa para hacer un postre llamado kanyan que se combina con cacahuete y miel.
- Consumo en Benín.

"Consumo
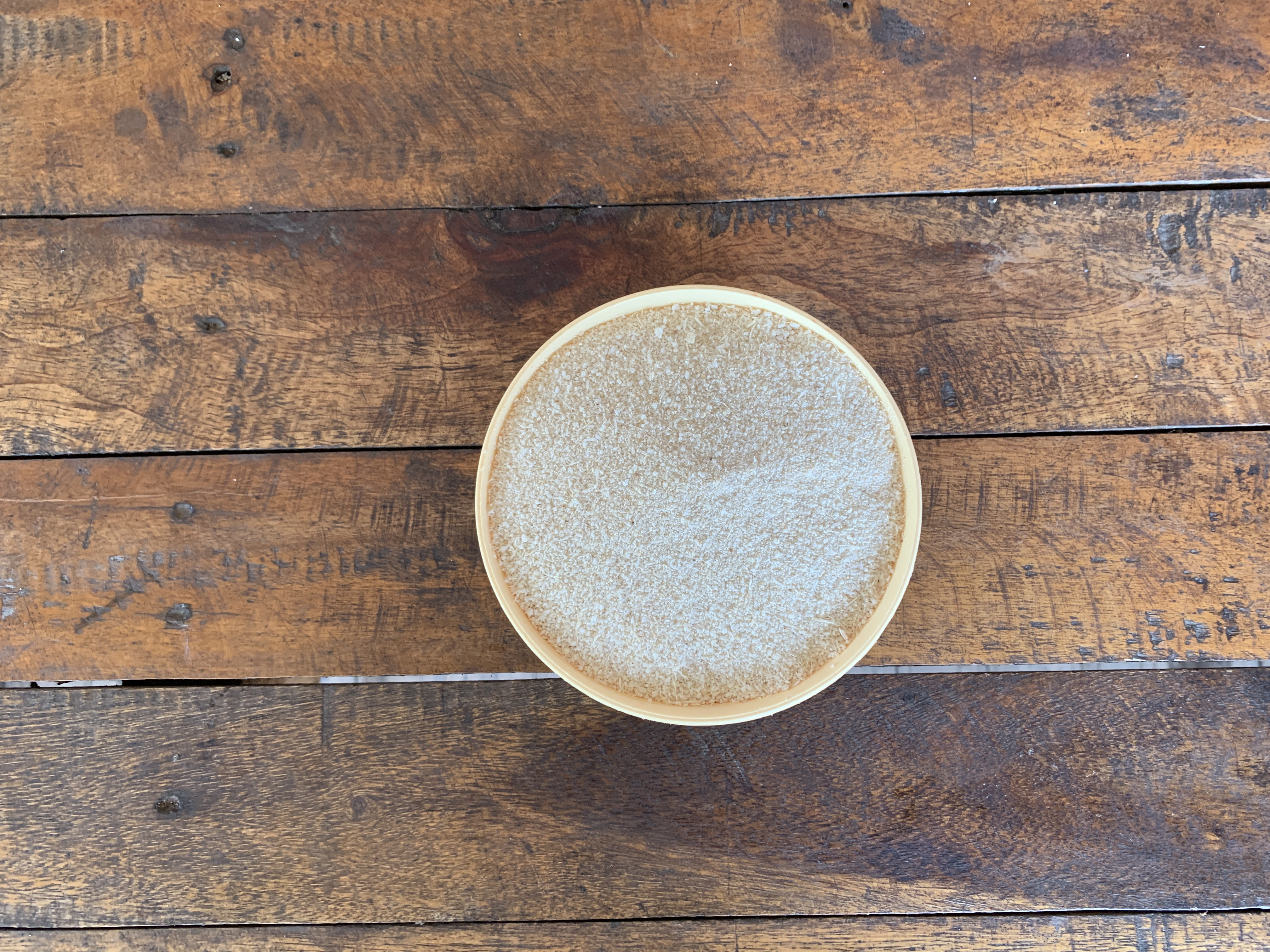
Un cuenco de garri.
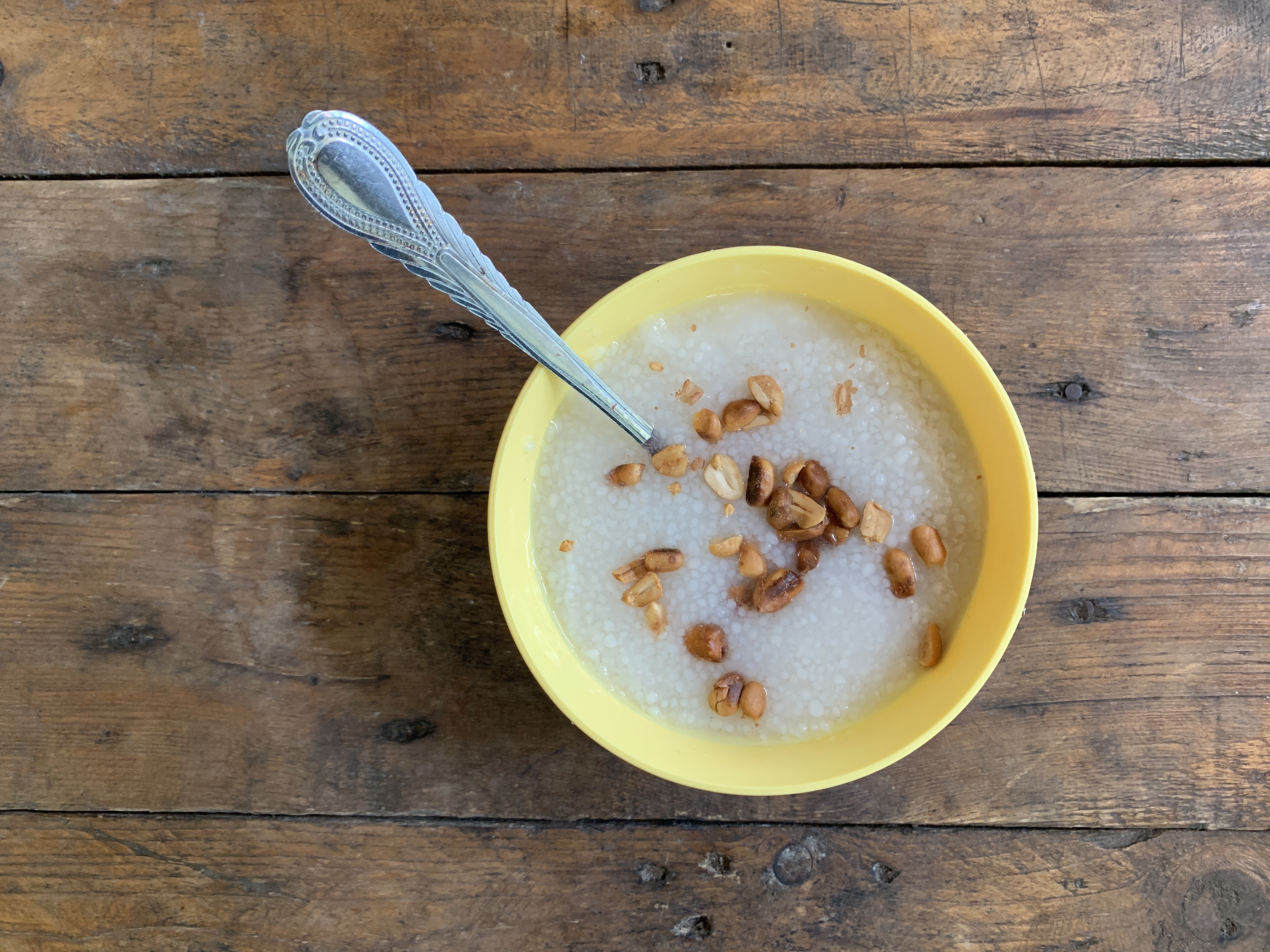
Garri con cacahuetes.

## Nutrición
La yuca, la raíz de la cual se produce el garri, es rica en fibra, cobre y magnesio.